# 5457 Queen’s
Az 5457 Queen's (ideiglenes jelöléssel 1980 TW5) a Naprendszer kisbolygóövében található aszteroida. Carolyn Shoemaker fedezte fel 1980. október 9-én.